# Канареечный вьюрок

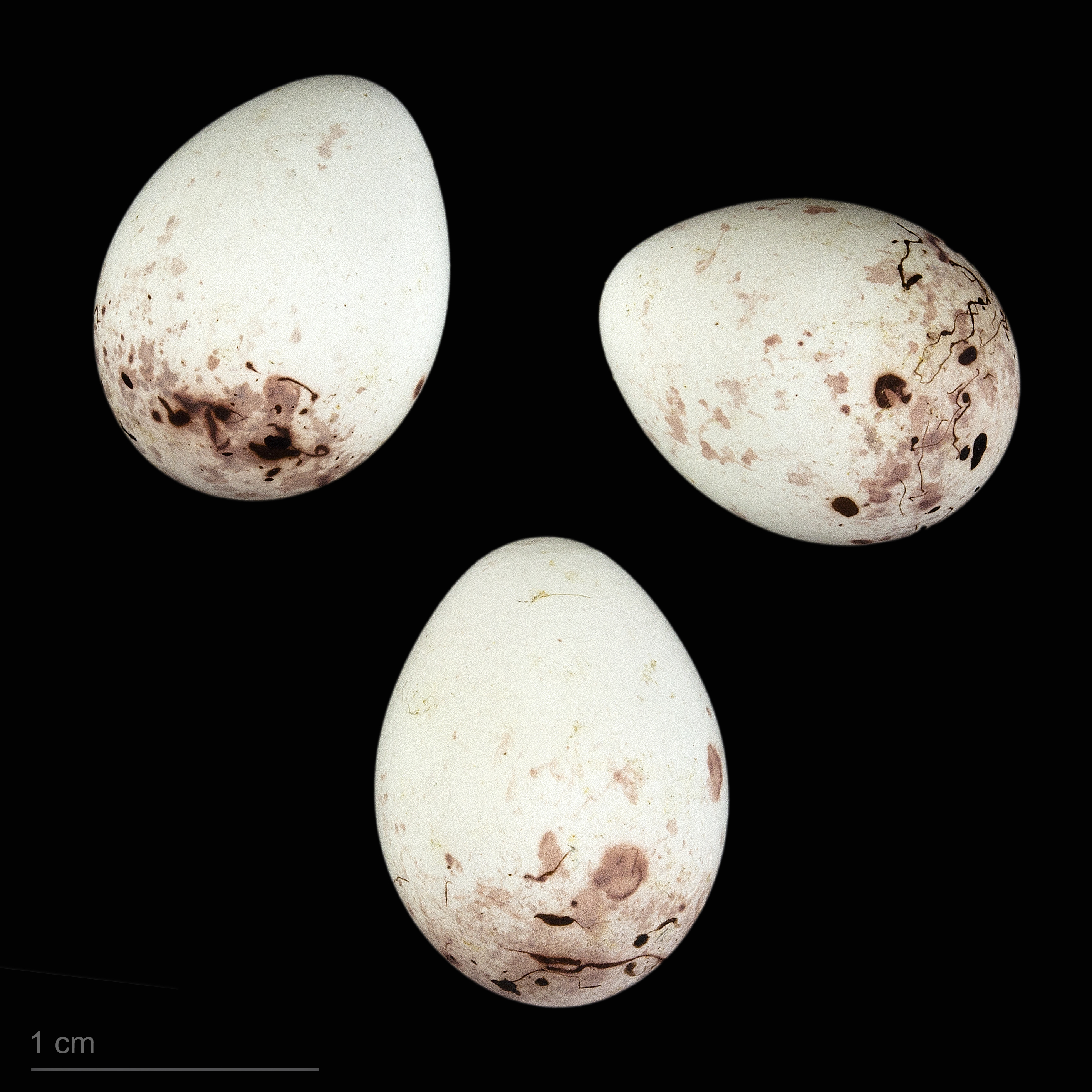
яйцо Serinus serinus - Тулузский музеум

Канареечный вьюрок, европейский вьюрок или желтозобик (лат. Serinus serinus) — небольшая птица из отряда воробьинообразных. Распространена преимущественно в западной части палеарктического региона.

## Морфология
Отличается малыми размерам тела, достигая в длину 11,5 сантиметров. В Европе — самый маленький вид из распространённых вьюрков. Окраска тёмно-зелёная, крылья бурые, с пестринами. У самцов пестрины — мелкие серые полоски располагаются на спине и боках, у самок — на груди.

## Голос
Позывкой является жужжащая или прыгающая трель "цир-р-рл", исполняемая чистым ясным голосом. Крик тревоги - "тю-их", похожий на таковой у чечётки, но с более выраженной двусложностью. Песня - очень быстрый поток скрипучих, острых, звенящих звуков, исполняется с верхушек деревьев или в полёте c замедленными взмахами крыльев.

## Экология
Селится в парках, садах, рощах. В целом тяготеет к культурным ландшафтам. Зимуют либо в Южной части Европы, либо в Африке